# Małgorzata z Connaught
Małgorzata z Connaught (ang. Margaret Victoria Charlotte Augusta Norah; ur. 15 stycznia 1882 w Bagshot Park w Surrey, zm. 1 maja 1920 w Sztokholmie) – księżniczka Zjednoczonego Królestwa. Była najstarszym dzieckiem księcia Connaught i Strathearn, Artura Koburga, oraz jego żony, Luizy Małgorzaty Hohenzollern, a jej babką ze strony ojca była królowa brytyjska, Wiktoria.
W 1905 roku wyszła za mąż za przyszłego króla Szwecji, Gustawa VI Adolfa. Miała z nim pięcioro dzieci – Gustawa Adolfa (1906-1947), Sigvarda (1907-2002), Ingrydę (1910-2000), Bertila (1912-1997) i Karola Jana (1916-2012).

## Życiorys
Urodziła się 15 stycznia 1882 roku w Bagshot Park w Surrey jako najstarsze dziecko księcia Connaught i Strathearn, Artura Koburga, oraz jego żony, Luizy Małgorzaty Hohenzollern. Jego babcią ze strony ojca była królowa brytyjska, Wiktoria. Nazywana była „Daisy”.
Księżniczka Małgorzata została ochrzczona 11 marca 1882 w prywatnej kaplicy zamku Windsor. Jej rodzicami chrzestnymi zostali: królowa Wiktoria, cesarz Niemiec Wilhelm, niemiecka cesarzowa Augusta, ciotka Małgorzaty Wiktoria, przyszła cesarzowa Niemiec, książę i księżna Prus oraz książę Walii Edward. Bierzmowana została w tej samej kaplicy w marcu 1898 w wieku 16 lat. Przed ślubem nosiła tytuł Jej Królewskiej Wysokości Księżniczki Małgorzaty Connaught.
15 czerwca 1905 wyszła za mąż za księcia szwedzkiego Gustawa. Kiedy ojciec Gustawa, Gustaw V, w 1907 został królem Szwecji, mąż Małgorzaty otrzymał tytuł następcy tronu.
W czasie I wojny światowej Małgorzata wspierała Czerwony Krzyż.
Małgorzata zmarła wskutek infekcji, jaka wdała się w czasie jej operacji. W chwili śmierci była w ósmym miesiącu ciąży i oczekiwała swojego szóstego dziecka.

## Dzieci
- Gustaw Adolf (22 kwietnia 1906 – 26 stycznia 1947), ojciec Karola XVI, króla Szwecji;
- Sigvard (7 czerwca 1907 – 4 lutego 2002), książę Upplandu (1907–1934), hrabia Wisborg;
- Ingrid (28 marca 1910 – 7 listopada 2000), królowa Danii;
- Bertil (28 lutego 1912 – 5 stycznia 1997), książę Hallandu;
- Karol Jan (31 października 1916 – 5 maja 2012), książę Dalarny (1916–1946).